# Platylimnobia brinckiana
Platylimnobia brinckiana is een tweevleugelige uit de familie steltmuggen (Limoniidae). De soort komt voor in het Afrotropisch gebied.